# Phaenocarpa brunnicornis
Phaenocarpa brunnicornis är en stekelart som beskrevs av Fischer 1974. Phaenocarpa brunnicornis ingår i släktet Phaenocarpa och familjen bracksteklar. Inga underarter finns listade i Catalogue of Life.